# Зерновой виски
Зерново́й ви́ски (англ. Grain англ. whisky или whiskey) — виски, изготовленный из не прошедшего процесс соложения зерна: пшеницы, ячменя, ржи или кукурузы.

## Описание
В большинстве случаев зерновой виски используется в качестве компонента купажа, но его также употребляют в чистом виде. Зерновой виски производится на основе зёрен злаковых культур, а не на 100 % из ячменного солода, как солодовый виски.
Зернового виски производится больше, чем солодового, его изготовление требует гораздо меньшее количество дистиллерий. Интерес среди потребителей к зерновому виски вызван его более нейтральным вкусом (по сравнению с односолодовым), относительной дешевизной и широким применением в составе коктейлей.

## Производство
Зерновой виски производят методом ректификации, что позволяет производителю добиться непрерывного производства. Это, в свою очередь, даёт возможность снизить себестоимость готовой продукции. Из перегонных кубов на выходе получают грубый и в значительной степени безвкусный чистый спирт с очень высоким содержанием алкоголя (от 70 % до 80 %, в зависимости от типа дистилляции). Фактически это водка, и на вкус они схожи.
Бочки из-под бурбона, которые обычно используют для выдержки, придают напитку целый ряд вкусов, включая ваниль и карамель. Также используются бочки из-под хереса, которые придают большую сладость напитку, чем бочки из-под бурбона. В процессе выдержки требуется гораздо больше времени, чтобы спирт набрал вкус и ароматику. Зерновой виски естественным образом взаимодействует с древесиной и хотя, подобно солодовому виски, приобретает дополнительные ароматы (аддитивное созревание), теряет нежелательные нотки (субтрактивное созревание) и зачастую не достигает глубины и сложности солодового виски. В процессе ректификации удаляется большое количество менее желательных основных естественных ароматов и создаются дополнительные вкусовые соединения.

### Ячмень
Виски на основе ячменя имеет более сладкий вкус с большим количеством нот карамели и коричневого сахара. Ячмень является основным сырьём при производстве шотландского, ирландского и японского виски, добавляя легкость и сладость в профиль вкуса (характеристики вкуса и аромата).

### Кукуруза
Кукуруза в основном используется в бурбоне и Теннессийском виски. Данный вид зерновых придаёт виски сиропообразный вкус. Большинство бурбонов известны своей сладостью, но это обычно компенсируется ароматикой, которая достигается за счёт выдержки напитка в обожжённых дубовых бочках.

### Рожь
Рожь придает виски более острый вкус с нотками перца и корицы. Виски на основе ржи чаще встречается в Америке и Канаде.

### Пшеница
Пшеница придаёт виски больше зерновых нот с ароматом чёрного хлеба и солода.